# Castelfeder
Castelfeder è un castello in rovina risalente al XIII secolo che sorge su una collina tra i comuni di Ora, Egna e Montagna, in provincia di Bolzano; il nome indica anche l'intera area turistica formata dai tre comuni oltre che i ruderi di fortificazioni risalenti a epoche diverse.

## Storia

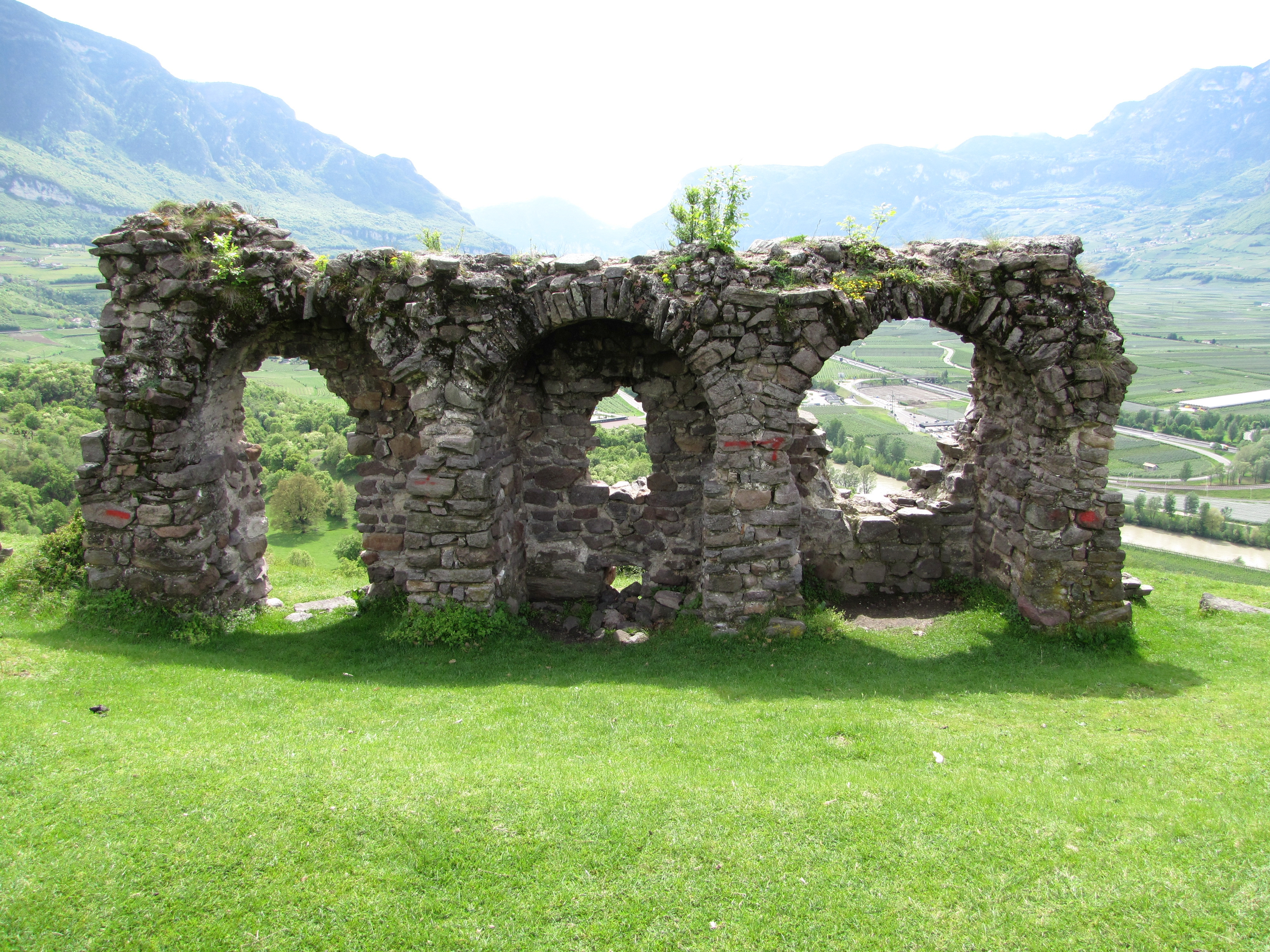
I cosiddetti “Kuchelen”, localizzati in cima della collina, sono residui di una cerchia medievale.

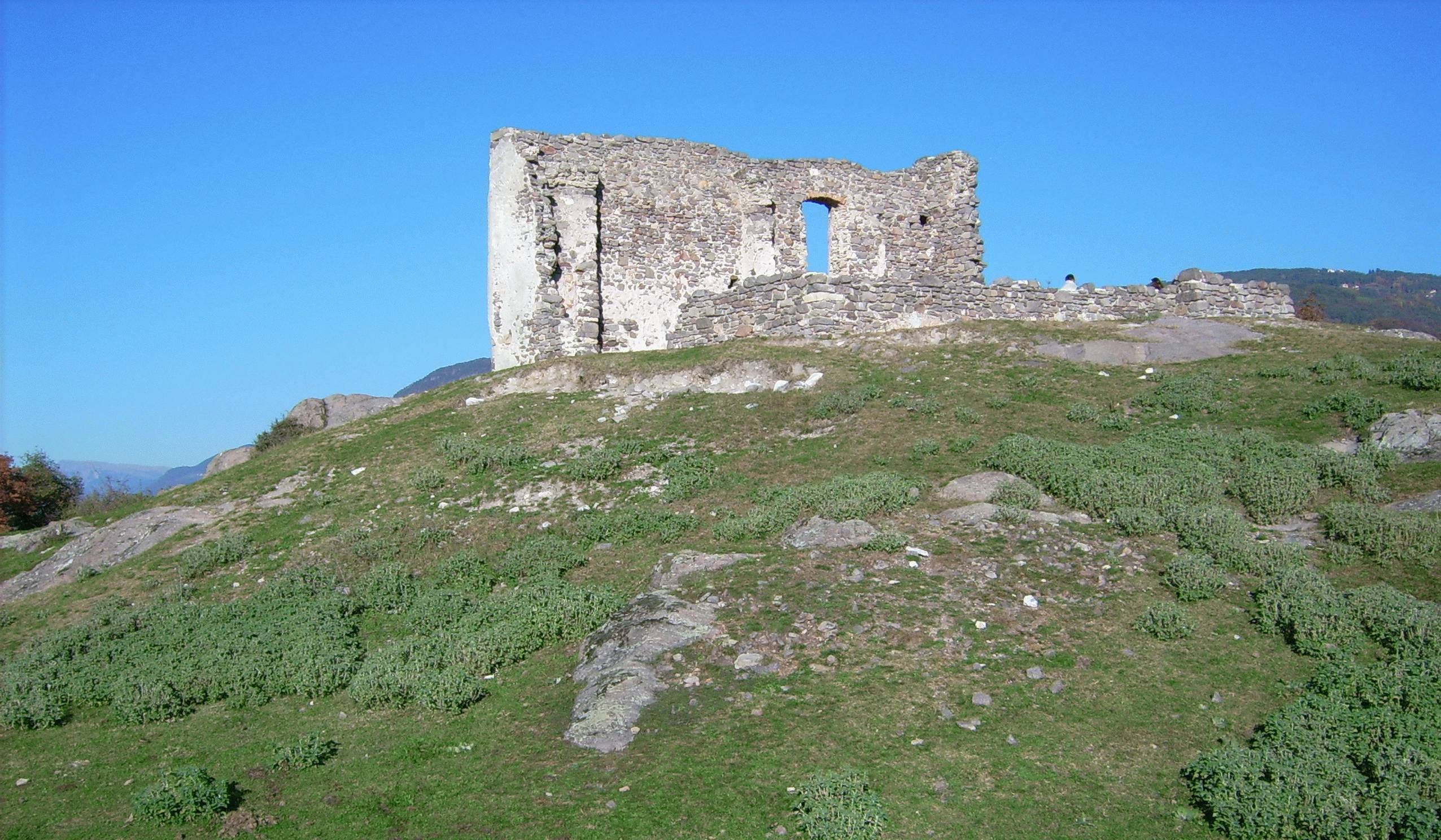
La cappella di Santa Barbara

Sulla collina di Castelfeder si trovano i resti di diversi insediamenti fortificati (si contano le fondamenta di oltre 160 edifici), risalenti a epoche diverse. Questa sovrapposizione è certamente dovuta alla posizione strategica della collina, a ridosso di vie di comunicazione presenti fin dalla remota antichità. L'insediamento più antico pare risalire a epoca preistorica: un villaggio retico difeso da un'acropoli, di cui restano scarse testimonianze. Ai Reti si sostituirono poi i Romani, che costruirono una fortificazione, sopra la stazione di Endidae, che probabilmente sorgeva dove oggi c'è Villa, frazione di Egna. Nel VI secolo fu eretta una cappella dedicata a Santa Barbara, rimasta consacrata fino al 1800, poi andata in rovina.
Nel XIII secolo (o forse prima) i signori di Enna (Enn) fecero qui costruire un castello: se ne ha notizia per la prima volta nel 1280, quando la famiglia lo vendette, dopo aver costruito la nuova dimora di famiglia, Castel d'Enna, a Montagna. Il castello era chiamato Castrum vetus, da cui tanto il nome tedesco (la "v" si pronuncia infatti "f") Castelfeder quanto l'italianizzazione in "Castel Vetere" ad opera di Ettore Tolomei.

## La collina e l'area turistica
La collina sorge nel comune di Montagna, nella Bassa Atesina, nella parte meridionale della provincia autonoma di Bolzano. Subito a nord di Castelfeder sorge il comune di Ora, subito a sud si trova invece Egna. Montagna sovrasta invece la collina dai contrafforti del Monte Corno Nero. Il clima favorevole, da una parte rese la zona fin dall'Ottocento un'apprezzata stazione climatica; dall'altra consentì lo sviluppo di piante di macchia mediterranea, che valsero alla collina il soprannome di Arcadia. L'area nota come Castelfeder giuridicamente è un bene di uso civico del comune di Montagna, soggetto al diritto di pascolo degli allevatori locali.

Ricade in parte nel territorio del "biotopo Castelfeder", una area naturale protetta gestita dalla provincia autonoma di Bolzano e Sito di Importanza Comunitaria inserito nella rete Natura 2000.

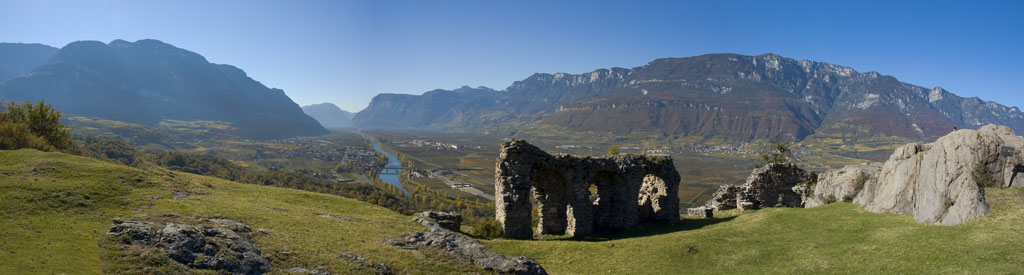
La vista dalla collina di Castelfeder verso sud